# امیرکلا
امیرکُلا یکی از شهرهای استان مازندران ایران است.
این شهر در بخش مرکزی شهرستان بابل و میان راه بابل و بابلسر واقع شده است. امیرکُلا طبق آمار سال ۱۳۹۵ دارای ۴۱٬۴۷۱ نفر جمعیت می‌باشد و همچنین شهر امیرکلا دومین شهر بزرگ شهرستان بابل می‌باشد. مردم امیرکلا از قومیت طبری هستند و به زبان مازندرانی گویش می‌کنند.
این شهر به امیرکلای بابل نیز مشهور بود که به قولی در دههٔ ۱۳۸۰ نام آن به امیرشهر تغییر کرد.
پیشهٔ عمده مردمان این شهر شالیکاری و باغداری مرکبات و مهم‌ترین محصول آن برنج، مرکبات و جاروب است.
این شهر به کشت کردن و درست کردن جارو مشهور است.

## مردم
شهر امیرکلا طبق آمار سال ۹۵ دارای ۴۱٫۴۷۱ جمعیت می‌باشد. مردم امیرکلا به زبان مازندرانی گویش می‌کنند.

## تاریخچه

### وجه تسمیه
برخی نام امیرکلا را به امیر پازواری، از شاعران نامدار طبری سرای مازندران، منسوب کرده‌اند. بنابر برخی گفته‌ها، مدفن این شاعر طبری در این شهر قرار دارد.

### پیشینه
امیرکلا در دورهٔ قاجار قریهٔ آبادی بود و زمین‌های حاصلخیز و پرمحصولی داشت و درختان گردو، مرکبات و گل‌های ابریشم بر جای آن سایه انداخته بود. بیشتر جهانگردانی که در سفر به مناطق ساحلی مازندران در این دوره از امیرکلا عبور کرده‌اند می‌نویسند که این قریهٔ بزرگ و آباد نیم فرسنگ طول دارد، از توایع بارفروش (بابل) و در اختیار شیخ الاسلام آن شهر است. این قریه، خانه‌های سفال پوش به رنگ سبز، راسته بازار، با دکان‌های بسیار، چند تکیه و مسجد، حمام قدیمی و میدانی بزرگ وجود دارند. این قریه از مراکز مهم کشت باقلا، کدو و کنف به‌شمار می‌رود. از مشاهیر این شهر می‌توان به آیت‌الله العظمی علی‌اصغر مازندرانی معروف به (علی‌اصغر مجتهد امیرکلایی مازندرانی)، مجتهد و عالم قرن سیزدهم ق، شیخ محمد پازواری ملقب به امیرپازواری، و آیت‌الله محمدمهدی امامی مازندرانی اشاره نمود. تاریخ تأسیس شهرداری آن سال ۱۳۳۲ بوده است.

### دوران باستان

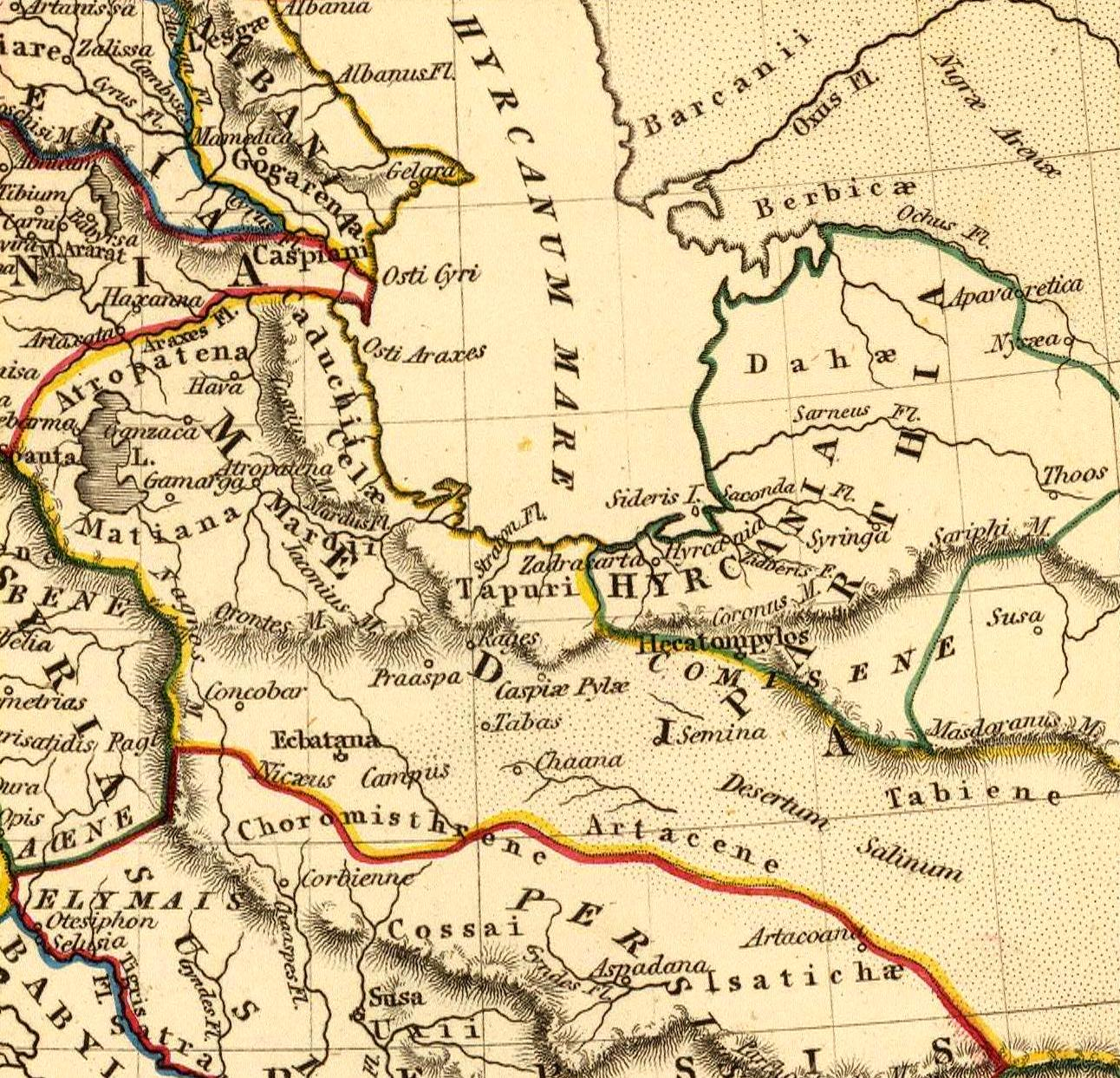
موقعیت تپورها در قرن دوم قبل از میلاد، از شرق سپیدرود تا اسرم هیرکانیا

استان مازندران پیش از اسلام تپورستان (به پهلوی: ) نامیده می‌شد که برگرفته از نام قوم تپوری (به یونانی: Τάπυροι) می‌باشد که پس از اسلام قوم طبری نام گرفتند و سرزمینشان طبرستان نامیده شد.
به اعتقاد مورخان آماردها نخستین سکنه باستانی مازندران بودند و آماردها از آمل تا تنکابن و تپورها از آمل تا گرگان سکونت داشتند. در عصر هخامنشی در کرانه جنوبی دریای مازندران اقوام، تپوری، آمارد، آناریاکه و کادوسی سکونت داشتند. مورخان آماردها را به مردمان داهه و سکایی و پارسی پیوند داده‌اند.
هرودوت از قبیله مارد (mardes) در کنار دائی‌ها (daens)، دروپیک‌ها (dropiques)، و ساگارتی‌ها (sagarties) به عنوان پارس‌های کوچنشین و صحراگرد یاد کرده است. پلینیوس مورخ یونانی محل آماردها را قسمت شرقی مارگانیا شناسایی کرده است. استرابون(۶۳ ق. م) قوم آمارد را در کنار اقوام تپوری، کادوسی و کرتی به عنوان اقوام کوهستان نشین شمال کشور یاد می‌کند. استرابو می‌نویسد: تمام مناطق این کشور به استثنای بخشی به سمت شمال که کوهستانی و ناهموار و سرد است و محل زندگی کوهنشینانی به نام کادوسی (Cadusii) و آماردی (Amardi) و تپوری (Tapyri) و کرتی (Cyrtii) و سایر مردمان دیگراست، حاصلخیز است.
به گفته واسیلی بارتلد تپوری‌ها در قسمت جنوب شرقی ولایت سکونت داشتند و در قید اطاعت هخامنشیان درآمده بودند و آماردها مغلوب اسکندر مقدونی و بعد مغلوب اشکانیان شدند و اشکانیان در قرن دوم ق.م. آنها را در حوالی ری سکونت دادند و اراضی سابق آماردها به تپوری‌ها اهدا شد و بطلمیوس در شرح دیلم یعنی قسمت شرقی گیلان در ساحل بحر خزر در آن زمان از تپوری‌ها نام می‌برد.به گفته یحیی ذکا در «کاروند کسروی» آورده است: آماردان یا ماردان، در زمان لشکر کشی اسکندر مقدونی به ایران، این تیره در مازندران نشیمن می‌داشتند و آن هنگام هنوز قبایل تپوران به آنجا نیامده بودند. به گفته مجتبی مینوی قوم آمارد و قوم تپوری در سرزمین مازندران می‌زیستند و تپوری‌ها در ناحیه کوهستانی مازندران و آماردها در ناحیه جلگه‌ای مازندران سکونت داشتند. در سال ۱۷۶ ق. م فرهاد اول اشکانی قوم آمارد را به ناحیه خوار کوچاند و تپوری‌ها تمام ناحیه مازندران را فرو گرفتند و تمام ولایت به اسم ایشان تپورستان نامیده شد.

## محلات، معابر و شهرک‌ها
از محلات شهر می‌شود به محلات ولیکدان، شهرک فاطری، شهرک نیما، شهرک فارابی، شهرک دانش، کردکلا، درزیکلای شیخ، کمال محله :چهلستون، مهدیه، امیریه، صادقیه (گاوزن کلا)، دیوکلا (صله علا)، شهابدین‌کلا، ملامحله، آقامحله، جده‌خانه‌سر، مقبره پیش، کردکلا، حاجیکلا، شهید مهاجریان و شهید بهشتی اشاره کرد. معابر اصلی امیرکلا عبارتند از:
- کمربندی امیرکلا (بلوار آیت‌الله امامی مازندرانی)
- چهارراه ولیکدان
- میدان امیر پازواری
- میدان شهیدان نجاریان (رحیم زاده)
- میدان امام علی
- میدان انقلاب
- میدان نماز
- میدان وحدت (چهارراه دیوکلا)
- بلوار فارابی
- چهارراه ابن‌سینا
- چهار راه مهارت

## اماکن و ابنیه گردشی
- بازار ساحلی (جمعه بازار)
- مسجد تاریخی چهلستون
- بازار شیخ مهدی مازندرانی
- پارک بزرگ شهرداری امیرکلا
- بلوار ساحلی
- پارک شرقی بلوار کمربندی
- دینه کتی مقریکلا

## تاریخچه شهرداران[۱۷]
| ردیف | نام شهردار          | تاریخ شروع مسئولیت | تاریخ پایان مسئولیت |
| ۱    | عباس اسماعیل پور    | ۱ فروردین ۱۳۳۲     | ۱۵ فروردین ۱۳۳۹     |
| ۲    | محمود مهدویان       | ۱۳ اسفند ۱۳۳۹      | ۱۸ تیر ۱۳۴۰         |
| ۳    | عباس اسماعیل پور    | ۲۸ مرداد ۱۳۴۰      | ۱۲ دی ۱۳۴۵          |
| ۴    | هرمز متکان          | ۱ بهمن ۱۳۴۵        | ۲۷ بهمن ۱۳۴۶        |
| ۵    | سید تقی رسولی       | ۱ اسفند ۱۳۴۶       | ۱ مهر ۱۳۵۱          |
| ۶    | علی اکبر محمدی      | ۲۸ آبان ۱۳۵۱       | ۱۰ آبان ۱۳۵۵        |
| ۷    | هوشنگ علامه زاده    | ۱ آذر ۱۳۵۵         | ۳۱ فروردین ۱۳۵۹     |
| ۸    | علی جهانشاهی        | ۳ تیر ۱۳۵۹         | ۸ آبان ۱۳۵۹         |
| ۹    | ستار سیفی           | ۱۶ بهمن ۱۳۵۹       | ۶ شهریور ۱۳۶۱       |
| ۱۰   | بهرام شیر افکن نژاد | ۱۳ شهریور ۱۳۶۱     | ۲۱ مهر ۱۳۶۲         |
| ۱۱   | محمد میرزاده        | ۱۵ فروردین ۱۳۶۳    | ۵ بهمن ۱۳۶۴         |
| ۱۲   | محمد علی پور غنی    | ۹ فروردین ۱۳۶۵     | ۱۰ تیر ۱۳۷۱         |
| ۱۳   | رضا سلیمانی         | ۲۷ تیر ۱۳۷۱        | ۵ بهمن ۱۳۷۵         |
| ۱۴   | علی اصغر محمدیان    | ۷ بهمن ۱۳۷۵        | ۱ مهر ۱۳۷۸          |
| ۱۵   | اکبر علیا           | ۴ مهر ۱۳۷۸         | ۵ دی ۱۳۸۰           |
| ۱۶   | بهروز رنجبر         | ۱ اردیبهشت ۱۳۸۱    | ۱ اردیبهشت ۱۳۸۶     |
| ۱۷   | حسین خان پور        | ۲۹ شهریور ۱۳۸۶     | ۱ آذر ۱۳۸۷          |
| ۱۸   | مهدی رازجویان       | ۲۷ فروردین ۱۳۸۸    | ۲ اسفند ۱۳۸۸        |
| ۱۹   | محمد حاجی اسماعیلی  | ۹ خرداد ۱۳۸۹       | ۱۲ شهریور ۱۳۹۲      |
| ۲۰   | سید مرتضی شفیعی     | ۳۰ شهریور ۱۳۹۲     | ۲۰ مهر ۱۳۹۶         |
| ۲۱   | اصغر اسدی امیری     | ۲۴ مهر ۱۳۹۶        |                     |
| ۲۲   | روح اله اشرفی       | ۲۵ آذر ۱۴۰۰        |                     |